# Carl Fredrik Ehrensvärd
Carl Fredrik Ehrensvärd eller som han hed i Danmark Carl Frederik Gyllembourg (født 7. januar 1767, død 1815) var en svensk adelig politiker og landøkonomisk forfatter. Han er mest kendt for at have været medvider om attentatet på den svenske konge Gustav 3. af Sverige og efter at være landsforvist og bosat sig i Danmark for at have ægtet den danske forfatterinde Thomasine Gyllembourg (født Buntzen og første gang gift med P.A. Heiberg).

## Ungdom
Carl Fredriks forældre var Carl friherre Ehrensvärd, general og chef for det svenske artilleri (død 1770) og Anna Antoinette født Gyllenborg. Som landflygtig antog Gyllembourg moderens navn, kun lidt anderledes stavet.
Den unge Gyllembourgs uvilje mod Gustav 3.’s regeringsforanstaltninger næredes ved enkedronningens hof, hvor han var bleven antagen som page, og forøgedes, da han efter endt officerseksamen kom til at gøre tjeneste i artilleriet, blandt hvis befalingsmænd kongen havde nogle af sine ivrigste modstandere.
Den del af oppositionen, som mente, at kongens død var den eneste frelse for fædrelandet, fandt derfor et af sine villigste redskaber i den unge politiske entusiast Gyllembourg.

## Sammensværgelsen og Gyllembourgs rolle
Sammensværgelsen var slet forberedt, men den førte dog til, at Gustav 3. 16. marts 1792 dødelig såredes. Gyllembourg dømtes af Svea Hofret til at miste ære, gods og livet ved halshugning; men Højesteret formildede dommen til landsforvisning og tab af adelskab og alle borgerlige rettigheder, en straf, der sikkert var alt for hård i forhold til Gyllembourgs brøde, der kun bestod i, at han havde måttet love oberst Pontus Liljehorn at bringe ham melding om kongens død og var rede til at parere ordre fra sin foresatte, major Hartmansdorff, som også var impliceret i sammensværgelsen.

## Landsforvisning
Gyllembourg forlod nu sit fødeland med den beslutning at træde i fransk krigstjeneste; men den jakobinske revolution af 10. august 1792 og navnlig Septembermyrderierne holdt ham tilbage. Efter at Gyllembourg en tid havde styret en gård, en af hans venner havde købt i Holsten, og i direktoriets Periode atter gjort en forgæves rejse til Frankrig for at blive ansat i militærtjenesten, besluttede han at bosætte sig i Danmark.

## Livet i Danmark
I København trådte han i venskabeligt forhold til flere frisindede forfattere som Knud Lyne Rahbek og Peter Andreas Heiberg og blev af den sidste indført i hans hus. Det skulle få afgørende betydning for hans fremtidige liv og binde ham til Danmark. Thomasine Heiberg forelskede sig i ham, og han i hende. Heiberg forvistes i begyndelsen af 1800 for statsskadelige skrifter. Den efterladte Thomasine begærede skilsmisse, og afstod fra sønnen Johan Ludvig for at kunne ægte Gyllembourg. Denne beslutning mødte stor kritik i samtiden, men parret Gyllembourg blev ikke udstødt, de valgte selv at flytte.
Da Gyllembourg i december 1801 blev viet til Heibergs fraskilte hustru, Thomasine, bosatte ægteparret sig på den store gård Ruhedal (Gyrstinge Sogn, Sorø Amt), som Gyllembourg, der altid havde haft lyst til og interesse for landvæsenet, havde købt med penge lånt af sin nye svigerfar. Da Ruhedal brændte i 1806, flyttede de til hovedstaden.
Her var det, at Gyllembourg efter modtagelsen af en præmie fra Det Kongelige Danske Landhusholdningsselskab søgte audiens hos dettes præses, kronprinsen, rimeligvis for samtidig at anbefale sig. Da kronprinsen på sin ligefremme, barske vis svarede Gyllembourg, at "den, som havde været utro mod een Herre, ogsaa kunde være det mod en anden", indleverede Gyllembourg en memoire, hvori han gennem en udførlig beretning om begivenhederne i Stockholm 1792 søgte at forsvare og undskylde sit forhold til kongemordet. Gyllembourg havde kun haft rollen som budbringer under sammensværgelsen, der sluttede med Gustav IIIs død efter attentat under maskebal i Stockholm.

## Politisk virke i Danmark
Efter den tid synes Gyllembourg at være steget i Frederik 6.s gunst, og da Gustav 4. Adolf af Sveriges afsindige regimente under Napoleonskrigene i det 19. århundredes begyndelse havde bragt Sverige til undergangens rand, og et tronskifte af alle fornuftige svenskere ansås for aldeles nødvendigt, var Gyllembourg en af Frederik 6.’s ivrigste agenter i 1810.
Skandinaviske sympatier, der den gang begyndte at røre sig i begge landene, og lyst til at tjene sit nye fædrelands herre turde her have været lige virksomme hos Gyllembourg, og det var ham en stor skuffelse, at den danske tronkandidatur blev forkastet af det svenske statsråd og Rigsdagens hemmelige udvalg.
Også for Norges nye konstitution nærede Gyllembourg megen interesse, og han var den første, der i 1814 foreslog at gøre "Dagen for Norges nye Skabelse til en national Højtidsdag".
Som ægtemand og (sted)fader har han fået det bedste skudsmål af sin hustru og af sin stedsøn, Johan Ludvig Heiberg. Hvor Heiberg havde været den førende danske revolutionære, bragte Gyllembourg en umiskendeligt aristokratisk tone af anstand og elegance ind i ægteskabet. Han døde uden at efterlade sig andet end gæld, men Frederik 6. gav hans enke en pension som tak for Gyllembourgs kamp for at forene Danmark, Norge og Sverige i en ny personalunion.

## Henvisning
- Dansk biografisk lexikon, bind VI